# إس. شارما
إس. شارما (بالإنجليزية: S. Sharma) هو سياسي هندي، ولد في 24 أكتوبر 1954 في الهند. حزبياً، نشط في الحزب الشيوعي الهندي. وقد انتخب عضو المجلس التشريعي ولاية كيرالا عن دائرة Vypen Assembly constituency ‏.

## وصلات خارجية
- الموقع الرسمي